# Дзвонить Елстрі
«Дзвонить Елстрі» (англ. Elstree Calling) — перший британський музичний фільм, знятий режисерами Едріаном Брюнелом (постановка фільму в цілому), а також Альфредом Гічкоком, Андре Шарло, Джеком Халбертом і Полом Мюрреєм (окремі епізоди) в 1930 році на кіностудії «Елстрі Стюдіоз».

## Сюжет
Шоу з 19 естрадних концертних номерів, знятих під час живих сценічних виступів, з конферансьє Томмі Хендлі. Персонажем одного з епізодів є Вільям Шекспір. Альфред Гічкок поставив кілька інтермедій про те, як люди намагаються дивитися представлене у фільмі шоу по телевізорі, який марно намагаються налаштувати.

## У ролях
- Гордон Бегг — Вільям Шекспір
- Тедді Браун — камео
- Гелен Бернелл
- Дональд Калтроп
- Боббі Комбер
- Сіселі Куртнідж — камео
- Вілл Файфф — камео
- Томмі Гендлі — конферансьє (камео)
- Гордон Гаркер
- Джек Галберт — камео
- Ханна Джонс
- Джон Лонгден
- Айвор Мак-Ларен
- Лілі Морріс — камео
- Натан Шакновскі
- Джон Стюарт
- Джеймісон Томас
- Анна Мей Вонг — камео

## Цікаві факти
- У фільмі використовувалася голлівудська технологія фарбування, кілька епізодів також були тоновані.